# تفجيرات جبلة وطرطوس مايو 2016
في 23 مايو 2016، نفذت ثماني تفجيرات من قبل تنظيم الدولة الإسلامية في مدينتي جبلة وطرطوس الساحليتين في سوريا. قتل 184 شخصاً وأصيب مالا يقل عن 200 شخصاً بجروح. وقع أحد الانفجارات الكبرى في المستشفى الوطني بجبلة، في مدينة جبلة، حيث من المحتمل أن 43 شخصاً قتلوا. وكان الأطباء والممرضات من بين القتلى. استهدفت التفجيرات في طرطوس محطة حافلات (استهدت محطات الحافلات في جبلة كذلك). وكان بين الكثير من التفجيرات بضعة ثوان فقط. وقعت الهجمات في مناطق خالية نسبياً من الإرهاب في سوريا. العديد من المرافق، التي أصيبت، لم تعد صالحة للتشغيل. كانت المدينتين مناطق خاضعة لسيطرة الحكومة، تستضيف قواعد عسكرية روسية. روسيا لديها قاعدة بحرية في طرطوس وقاعدة جوية بالقرب من جبلة.
واتهمت الحكومة السورية قطر، السعودية وتركيا بالوقوف وراء موجة التفجيرات في هتين المدينتين.